# Luxemburgo en los Juegos Europeos de Minsk 2019
Luxemburgo participó en los Juegos Europeos de Minsk 2019. Responsable del equipo nacional fue el Comité Olímpico y Deportivo Luxemburgués.
El portador de la bandera en la ceremonia de apertura fue el jugador de bádminton Robert Mann.

## Medallistas
El equipo de Luxemburgo obtuvo las siguientes medallas:
| Nombre           | Deporte       | Competición            |
| ---------------- | ------------- | ---------------------- |
| Oro              |               |                        |
| —                |               |                        |
| Plata            |               |                        |
| Gilles Seywert   | Tiro con arco | Compuesto individual M |
| Bronce           |               |                        |
| Jennifer Warling | Karate        | Kumite –55 kg F        |
| Ni Xialian       | Tenis de mesa | Individual F           |